# Odaline de la Martinez
Odaline de la Martinez (* 31. Oktober 1949 in Matanzas, Kuba) ist eine kubanisch-US-amerikanische Komponistin und Dirigentin. Sie lebt seit ihrer Studienzeit in London.

## Beruflicher Werdegang
Mit zwölf Jahren verließ Odaline de la Martinez ihr Geburtsland Kuba während der Kubanischen Revolution.
Von 1968 bis 1972 studierte sie an der Tulane University in New Orleans, Louisiana Musik und Mathematik und erwarb dort 1972 als ersten Studienabschluss einen Bachelor of Fine Arts mit summa cum laude. Sie führte ihr Studium in den Fächern Klavier und Musik mit einem Marshall-Stipendium an der Royal Academy of Music in London fort und legte 1977 ihr Masterexamen in Musik in Surrey, Großbritannien, ab. 1980 wurde sie in Computermusik promoviert.

## Professionelle Tätigkeiten

### Dirigate
Als erste Frau dirigierte sie 1984 die BBC Promenade Series Concerts in der Royal Albert Hall in London und wurde seitdem regelmäßig als Dirigentin dorthin eingeladen. 
In den Riverside Studios in London brachte sie 1996 als Beitrag zur Nordic Season als Dirigentin zusammen mit Lontano die Oper I Have Seen Someone der isländischen Komponistin Karólína Eiríksdóttir zur Aufführung.

### Gastdirigate
Zahlreiche Gastdirigate bei Orchestern in Europa, Nord- und Südamerika, Afrika, Neuseeland und Australien machten Odaline de la Martinez international bekannt. Sie dirigierte unter anderem das BBC Concert Orchestra, das New Zealand Symphony Orchestra,
San Diego Symphony Orchestra, Australian Youth Orchestra, Natal Philharmonic, Aarhus Symphony Orchestra, Canberra Symphony Orchestra, Sinfónica del Valle, das Brasilianische Radio- und Fernsehorchester und das Vancouver Chamber Orchestra.
1998 war sie Hauptgastdirigentin der Camerata of the Americas in Mexiko-Stadt.

### Festivalleitungen
1988 leitete sie ein Festival in London, bei dem Opern von Emigranten konzertant aufgeführt wurden. Sie dirigierte Betrice Cenci, die Oper des 1933 aus Deutschland geflüchteten Komponisten Berthold Goldschmidt.
1994 war Odaline de la Martinez künstlerische Leiterin des Cardiff Festivals. Dort dirigierte sie die Oper Downpath der englischen Komponistin Nicola LeFanu.

### Lehrtätigkeiten
Odaline de la Martinez hielt an der Royal Academy of Music in London Vorlesungen zur Musik des 20. Jahrhunderts und war Conducting Tutor bei The Amadeus Chorus and Orchestra in Manchester.

### Gründungstätigkeit
Odaline de la Martinez bereicherte das musikalische Leben durch mehrere Gründungen in besonderer Weise:
- 1976 gründete sie mit der neuseeländischen Flötistin Ingrid Culliford Lontano, ein Kammermusikensemble für Neue Musik und übernahm seine Leitung. Die Zusammenarbeit mit dem Ensemble brachte zahlreiche Opern- und Musiktheaterproduktionen, Workshops, Konzerte und Tourneen in Europa, den USA, Kanada, Mittel- und Südamerika sowie Rundfunk- und Fernsehaufnahmen hervor. Unter anderem wurden elektronische Werke von Ronald Perera, John Duesenberry, Simon Emerson, George Crumb und Kaija Saariaho aufgeführt.[2]
- 1982 folgte das London Chamber Symphony.[5]
- 1990 wurde sie Mitgründerin des European Women's Orchestra beim The Chard Festival.[6]
- 1992 gründete sie das Label Lorelt. Dieses konzentriert sich auf Musik, die von vielen Produzenten vernachlässigt wird, nämlich Kompositionen aus der Gegenwart oder aus Lateinamerika und Werke von Komponistinnen.[1]
- 2006 folgte die Gründung des London Festival of American Music.[1] Dieses seitdem alle zwei Jahre veranstaltete Festival verfolgt das Ziel, dem britischen Publikum ein breiteres Spektrum der besten zeitgenössischen Komponisten der USA zu präsentieren. Mehrere Premieren wurden bei diesem Festival gefeiert, unter anderem von Werken von John Harbison, Marjorie Merryman, Daniel Asia, Peter Child und Roberto Sierra.[1]

## Berufliche Schwerpunkte
Odaline de la Martinez verfügt über ein umfassendes Orchester- und Musiktheaterrepertoire von den Anfängen der sinfonischen Musik bis zur Moderne. Auch im Bereich der zeitgenössischen Musik besitzt sie umfangreiche Erfahrungen.
Ihre außergewöhnlich vielen Tonaufnahmen für verschiedene Labels haben vor allem die Werke britischer Komponisten zum Gegenstand.
Odaline de la Martinez setzt sich für die Aufführung der Werke von Komponistinnen aus allen Jahrhunderten ein.
In der Musikvermittlung und Jugendarbeit kann sie auf eine breite Praxis verweisen. Odaline de la Martinez engagiert sich zusammen mit ihrem Ensemble Lontano seit dem Jahr 2000 mit  The Mornington Trust für musikalische Bildung. Unter anderem wurden Projekte im Londoner Stadtbezirk Waltham Forest und anderen Stadtvierteln mit Jugendlichen, Sinti und Roma durchgeführt.

## Auszeichnungen (Auswahl)
- 1984 Artijus-Preis für ihre Verdienste um die ungarische Musik[2]
- 1988 Villa-Lobos Medaille der brasilianischen Regierung[2]

## Kompositionen
- 1984 Oper Sister Aimée: An American Legend, Uraufführung in New Orleans, weitere Aufführungen am Royal College of Music, London (1987) und Marin County College (1995)[1]
- 1999 The Hansen Variations for Piano
- 2005 bis 2008: Oper Imoinda. Erster Teil der Sklaventrilogie, die sich mit der Sklaverei und den Anfängen der afrokaribischen Kultur beschäftigt. Joan Anim-Addo schrieb für die Oper das erste Libretto, das von einer afrokaribischen Frau verfasst wurde.
- 2012 The Crossing. Zweiter Teil der Sklaventrilogie, basierend auf Oroonoko, dem ersten englischsprachigen Roman, verfasst von der Schriftstellerin Aphra Behn. Auch dieses Libretto stammt von Joan Anim-Addo.[8] Seine Weltpremiere feierte die Oper am 15. April 2013 bei einer Aufführung an der Tulane University, New Orleans, an der Odaline de la Martinez studiert hatte.[9]

## Diskografie (Auswahl)
- Judith Weir: Three Operas - The Consolations of Scholarship, Lontano (Novello Records NVLCD 109)
- British Women Composers: Vol. 1, Lontano (Lorelt LNT 101)
- Eleanor Alberga: British Women Composers: Vol. 2, Lontano Records, 1992
- Poul Ruders: Dramaphonia, Lontano (Da Capo DCCD 9308)
- Ethel Smyth: The Wreckers, BBC Philharmonic/Huddersfield, Choral Society/Soloists (Conifer Classics CDCF 2501)
- Ethel Smyth: Orchestral Music, BBC Philharmonic/Soloists (Chandos CHAN 9449)
- John Metcalf: Dance from Kafka's Chimp, Lontano (Lorelt LNT 111)

## Rezeption
Der Yale Club of London nannte Odaline de la Martinez 2014 „eine der dynamischsten und begabtesten Musikerinnen Großbritanniens“.